# Ahmed al-Ghamdi
Ahmed al-Ghamdi (in arabo احمد الغامدي‎?; al-Bāha, 2 luglio 1979 – New York, 11 settembre 2001) è stato un terrorista saudita.

## Biografia
Ahmed al-Ghamdi nacque ad al-Bāha. Studiò come Imam, frequentando la stessa moschea con alcuni dei futuri dirottatori, tra cui suo fratello Hamza, Saeed al-Ghamdi e Ahmed al-Haznawi. Questo gruppo è riconosciuto come il più religioso ed osservante di tutti i 19 dirottatori; essi si incontrarono già nei primi mesi del 1999.
Conosciuto durante i preparativi con l'alias di Ikrima al-Ghamdi, l'unico ad utilizzare una variante del suo vero nome, al-Ghamdi lasciò la sua famiglia per andare in Cecenia a combattere i russi, ricevendo anche un visto per gli Stati Uniti il 3 settembre 2000. In novembre, sia lui che Salem al-Hazmi volarono a Beirut, ma con voli separati e in tempi differenti. La sua famiglia ha dichiarato di averlo visto per l'ultima volta nel dicembre 2000.
Il 2 maggio 2001, al-Ghamdi arrivò per la prima volta negli USA, con Majed Moqed, grazie ad un visto per studenti, andando a vivere con Hani Hanjour e Nawaf al-Hazmi a Falls Church, in Virginia.
Suo fratello Hamza comprò il biglietto del volo UA175, per lui e per Ahmed, il 29 o il 30 agosto. Hamza e Ahmed alloggiarono al Charles Hotel a Cambridge, Massachusetts fino all'8 settembre, per poi spostarsi al Days Hotel, sulla Soldiers Road a Brighton, dove rimasero fino al giorno degli attacchi.
La mattina dell'11 settembre, lui e Hamza lasciarono l'Hotel, prendendo un taxi fino al Logan International Airport di Boston. Lì, al-Ghamdi s'imbarcò sul volo United Airlines 175. Durante le operazioni di dirottamento, lui e suo fratello Hamza costrinsero i passeggeri a spostarsi verso la coda dell'aereo, mentre Mohand al-Shihri e Fayez Banihammad uccidevano i piloti, così che Marwan al-Shehhi potesse pilotarlo contro la Torre Sud del WTC.